# 中韓新人王対抗戦
中韓新人王対抗戦（ちゅうかんしんじんおうたいこうせん、中韩新人王对抗赛）は、中国と韓国による囲碁の棋戦。中国の新人王戦と、韓国のBCカード杯新人王戦の優勝者同士による対抗戦形式で、1998年から2005年まで8期行われた。
- 主催 スポーツソウル、中国囲棋協会
- 後援 BCカード、上海建橋学園
- 優勝賞金 3,000ドル

## 方式
- 対戦は三番勝負。
- コミは6目半。
- 持時間は各3時間、1分の秒読み5回。
- 開催地は中国と韓国の交互で、第1回は韓国。

## 結果
（左が勝者）
1. 1998年 睦鎮碩 2-1 邵俊傑
2. 1999年 金萬樹 2-0 胡耀宇
3. 2000年 劉世振 2-0 李相勳
4. 2001年 古力 2-1 趙漢乗
5. 2002年 李世乭 2-1 彭筌
6. 2003年 孔傑 2-0 宋泰坤
7. 2004年 邱峻 2-0 安祚永
8. 2005年 古力 2-1 朴永訓